# Flygande tigrarna

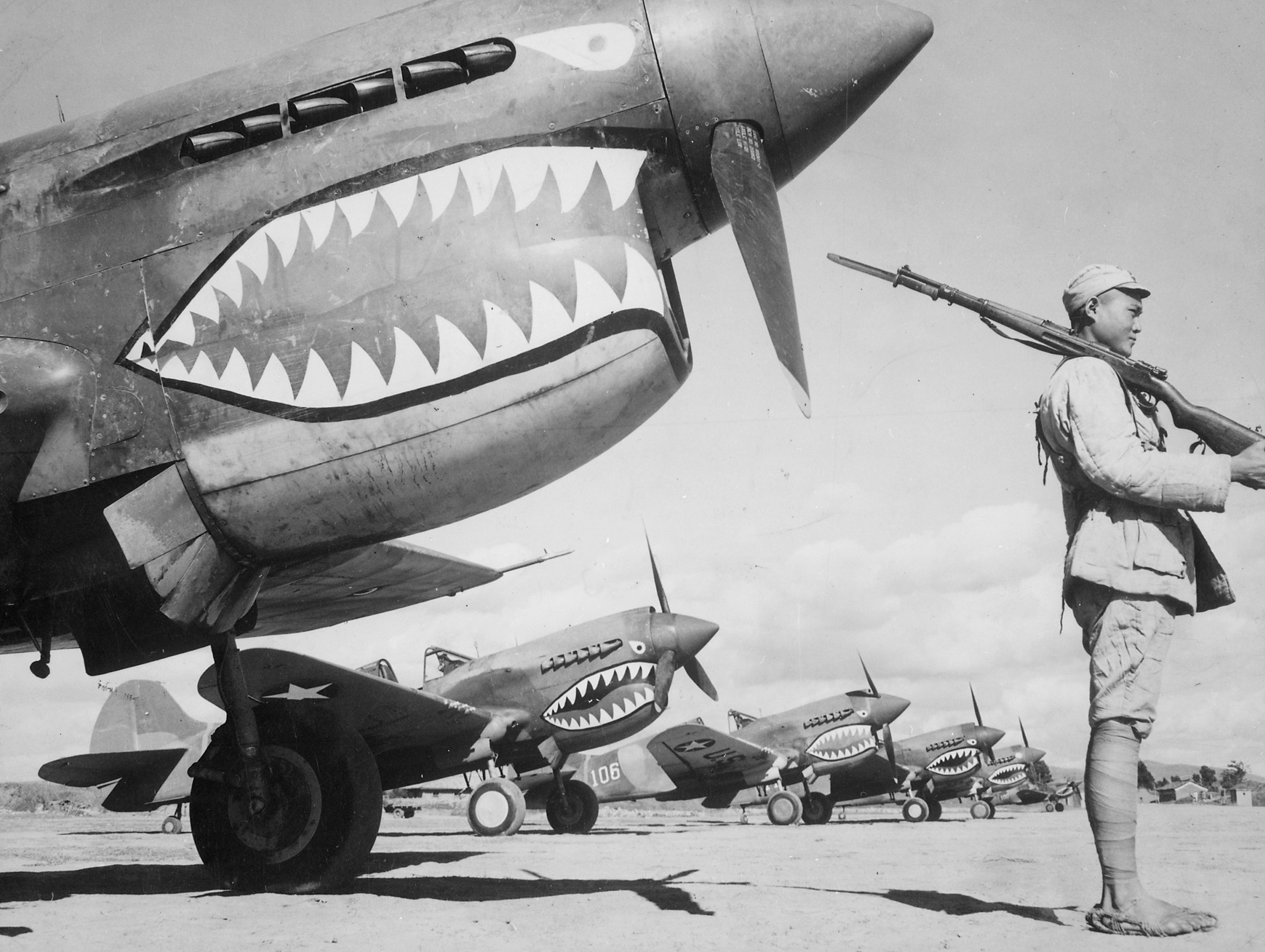
Curtiss P-40 Warhawk som tillhörde enheten bevakas av en kinesisk soldat. Den påmålade käften med skarpa tänder var de flygande tigrarnas förbandsmärke som senare har kopierats av flera andra flygvapen.

Flygande tigrarna (engelska: The Flying Tigers) var ett populärnamn på American Volunteer Group (AVG), en grupp av amerikanska piloter som under andra världskriget (1941–1942) kämpade för att försvara Kina mot Japan.
Under 1942 uppsattes under general Claire Chennaults befäl amerikanska flygförband i Kina. Han hade tidigare tjänstgjort i den amerikanska flygkåren från vilken han hade avgått på grund av meningsskiljaktigheter med ledningen. 
Gruppen var officiellt en privat militärenhet på kontrakt, i vilken manskapet var legosoldater. Huvudparten av personalen kom från United States Army Air Forces (USAAF), United States Navy (USN) och  United States Marine Corps (USMC) och hade rekryterats med godkännande från de amerikanska myndigheterna. Gruppen bestod av cirka hundra Curtiss P-40 Warhawk-jaktflygplan som inköpts med privata medel. Gruppen finansierades bland annat av politiker och affärsmän som T.V. Soong.
I början av 1943 tillfördes de förstärkningar och ombildades till 14:e flygkåren med basering främst i Hunan och Guangxi. Flygstyrkorna hade till uppgift att understödja de kinesiska arméerna samt anfalla de japanska förbindelserna, bl.a. längs Kinas sydöstkust. 1944 överfördes superfästningar (B-29:or) till Kina för strategisk bombning av Japan. Den första ägde rum i mitten av juni samma år. B-29:orna överfördes i juni 1945 till stillahavsområdet. De amerikanska flygstyrkorna i Kina reorganiserades våren 1945, varvid de utökades med io:e flygkåren från Indien och ställdes under ledning av general George E. Stratemeyer. Samtidigt avgick general Chennault.